# Continental Divide Trail
Le Continental Divide Trail (aussi connu sous le nom de Continental Divide National Scenic Trail) est un sentier américain de randonnée, d'équitation et de VTT suivant les crêtes montagneuses de la ligne de partage des eaux du Continental Divide le long des montagnes Rocheuses, de la frontière canadienne à la frontière mexicaine. Long de 5 000 km, il traverse 5 États américains : Montana, Idaho, Wyoming, Colorado et Nouveau-Mexique. Dans l'État du Montana, le sentier croise le pic Triple Divide, qui sépare les drainages de la baie d'Hudson (océan Arctique), de l'océan Atlantique et de l'océan Pacifique.
Le point culminant est le pic Grays à 4 349 m d'altitude, dans le Colorado. Le point le plus bas est, lui, à 1 188 m, et est situé à Columbus, dans le Nouveau-Mexique.
Il est en 2019 l'un des onze National Scenic Trail du National Trails System qui regroupe les sentiers de grande randonnée américains.
Le Continental Divide Trail, ainsi que le sentier des Appalaches et le Pacific Crest Trail, forment ce que les passionnés de randonnée ont qualifié de triple couronne aux États-Unis,.

## Randonnée
Chaque année, environ deux cents personnes seulement tentent de parcourir l’ensemble du Continental Divide Trail, en six mois environ. Dave Odell a fait l'intégralité de la randonnée pédestre en 1977.Cependant, le premier à avoir réalisé cet exploit est Eric Ryback, en 1972,. Le coureur de fond allemand Günter Wamser (sur son chemin de la Terre de Feu à l'Alaska) et l'autrichienne Sonja Endlweber (qui l'a accompagné pour le reste du voyage depuis le Mexique) ont réussi à compléter la randonnée avec quatre membres du Bureau of Land Management au cours des trois étés 2007-09.
En 2007, Francis Tapon est devenu la première personne à faire un voyage aller-retour sur le Continental Divide Trail, du Canada au Mexique dans un premier temps, puis du Mexique au Canada. Il a mis sept mois pour le terminer,,. Tapon a emprunté la route la plus sinueuse, pittoresque, haute et difficile du nord et, en revenant au sud, a emprunté la voie la plus appropriée. Andrew Skurka a complété le parcours dans le cadre du Great Western Loop, une boucle de 6 875 milles (11 064 kilomètres), en 2007.
La plus jeune personne à avoir parcouru le sentier est Reed Gjonnes, qui a parcouru le sentier avec son père Eric Gjonnes du 15 avril 2013 au 6 septembre 2013 lors d'une randonnée continue en direction nord à l'âge de treize ans,.

## Nouveau Mexique

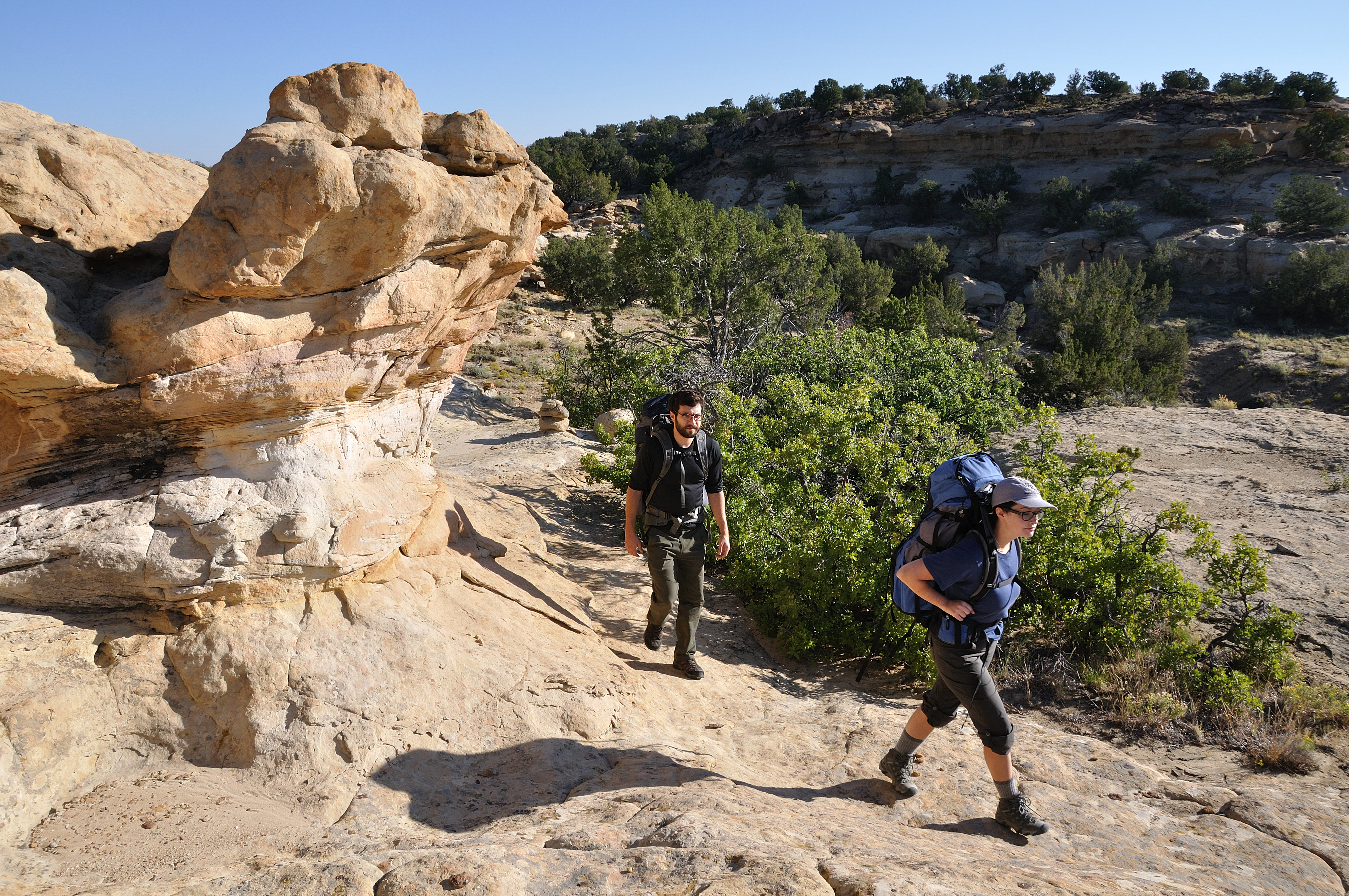
Continental Divide Trail dans la zone de La Leña Wilderness, près de San Ysidro, Nouveau-Mexique.

La CDT au Nouveau-Mexique a une longueur d'environ 820 milles (1 319,66 km) et certaines parties sont très arides. La déshydratation est un réel risque dans cette portion. Des groupes de volontaires locaux placent des caches d'eau (généralement une pile de pots en plastique) à des endroits stratégiques le long du sentier,. Il existe trois terminaisons sud du sentier :
- Crazy Cook Monument, le terminus sud officiel de la CDT, à l’est des montagnes Big Hatchet ;
- Antelope Wells, Nouveau-Mexique ;
- près de Columbus, Nouveau-Mexique[14].

Tous les trois sont situés dans le talon de botte du Nouveau-Mexique. Le terminus près de Columbus ne se trouve pas sur la ligne de partage des eaux, mais plutôt dans les environs de Columbus.
Le Crazy Cook Monument est le point de départ ou d’arrivée le plus connu du Continental Divide Trail, mais en raison de son emplacement éloigné, dépourvu de tout hébergement ou autre service, Columbus est considéré comme un point de départ ou d’arrivée légitime pour les randonneurs ou les cyclistes. Situé à 5 mi du port d'entrée international de Palomas, au Mexique, Columbus est un petit village frontalier doté de nombreux équipements, dont deux hôtels modestes, une station-service, une poignée de petits cafés, un bureau de poste américain, une banque, des garagistes et des mécaniciens et des épiceries. Columbus est classé monument historique national en raison de l'invasion de 1916 par Pancho Villa. Le village compte deux musées et un parc national commémorant le raid de Pancho Villa et la soi-disant expédition mexicaine punitive dirigée par le général de l'armée américaine "Blackjack" Pershing, qui a tenté de le capturer sans succès.
Les points remarquables sur le CDT au Nouveau-Mexique incluent :
- Animas Valley et Playas Vallez ;
- Forêt nationale Carson ;
- Chama River Canyon Wilderness ;
- Forêt nationale de cibola ;
- Cumbres Pass ;
- Monument national El Malpaís ;
- Forêt nationale de Gila ;
- Pie Town ;
- Reserve ;
- San Pedro Parks Wilderness.

## Colorado

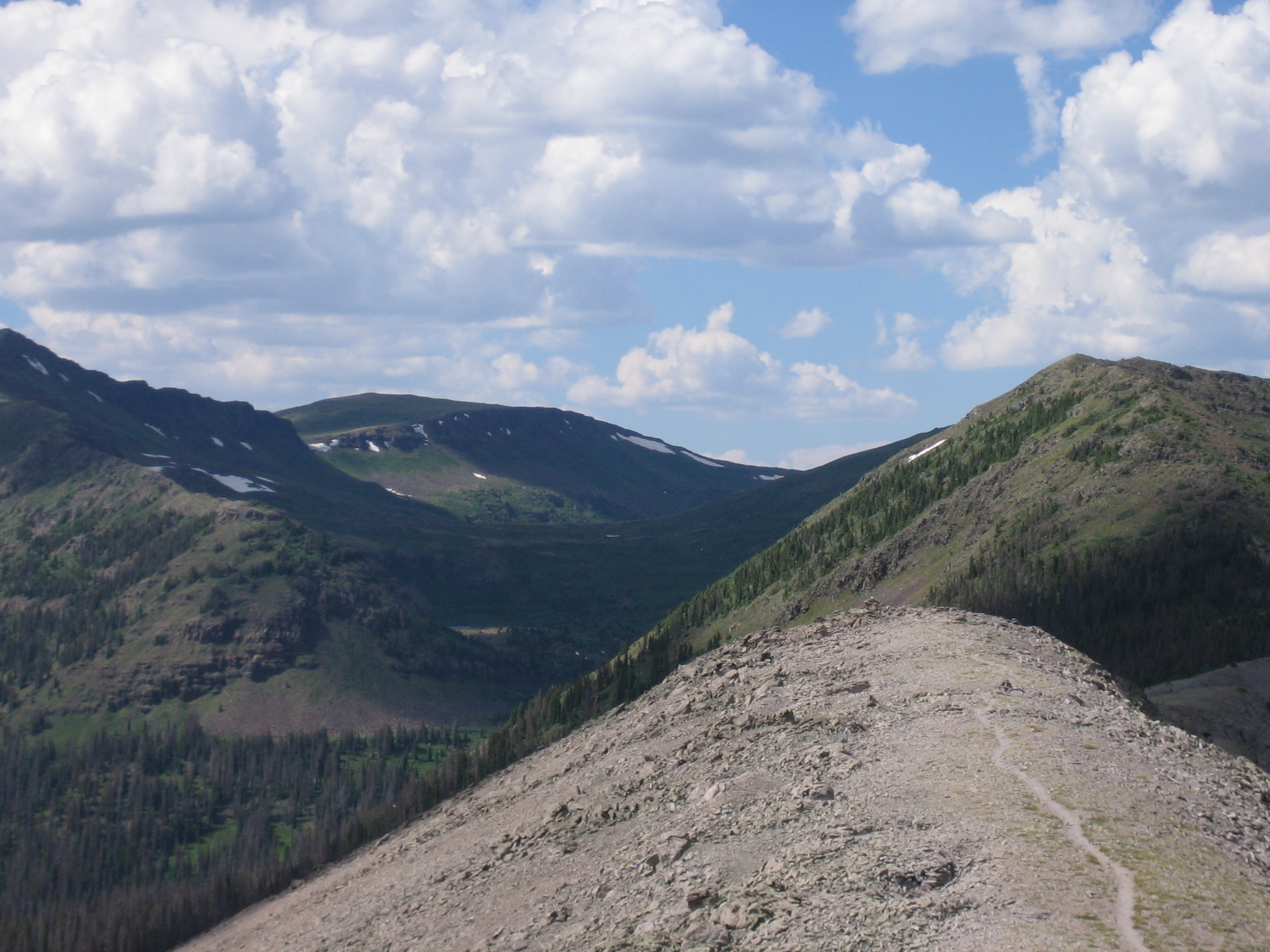
Vue du Weminuche Wilderness, Colorado.

La CDT traverse les régions montagneuses les plus hautes et les plus sauvages du Colorado, telles que les Monts San Juan dans le sud du Colorado et la chaîne Sawatch dans la région centrale. Dans la plupart des régions, le sentier est bien balisé. Il coïncide avec le Colorado Trail sur environ 200 milles (321,87 km). La CDT elle-même serpente dans le Colorado sur une distance de 650 milles (1 046,07 km) à plus haute altitude. En fonction de la neige d'une année donnée et du programme individuel du randonneur, des itinéraires alternatifs sont disponibles. La Creede Cut-off dans les Monts San Juan pour éviter la neige persistante ou des conditions météorologiques défavorables en est un exemple. Cela devrait être contrebalancé par la « saison de la mousson » du Colorado avec les orages de l'après-midi qui se produisent habituellement à la fin de juillet et en août. L'emplacement de la route permet des courts trajets vers de nombreux sommets du Colorado. Quelques tronçons de la CDT dans le Colorado n’ont pas de piste distincte marquée ou nommée, mais les cartes de Jonathan Ley ou de Jim Wolf sont utiles. Certains tronçons de la CDT dans le Colorado ne sont encore qu'un sentier sauvage.
Parmi les autres points d'intérêt au Colorado, citons :
- Collegiate Peaks Wilderness ;
- Pic Grays - le plus haut sommet de la CDT ;
- Mont Elbert et Mount Massive - Les plus hauts sommets du Colorado ;
- Pass oreilles de lapin ;
- Parc national de Rocky Mountain ;
- Wolf Creek Pass ;
- North Park ;
- Middle Park ;
- Parc du Sud.

## Wyoming

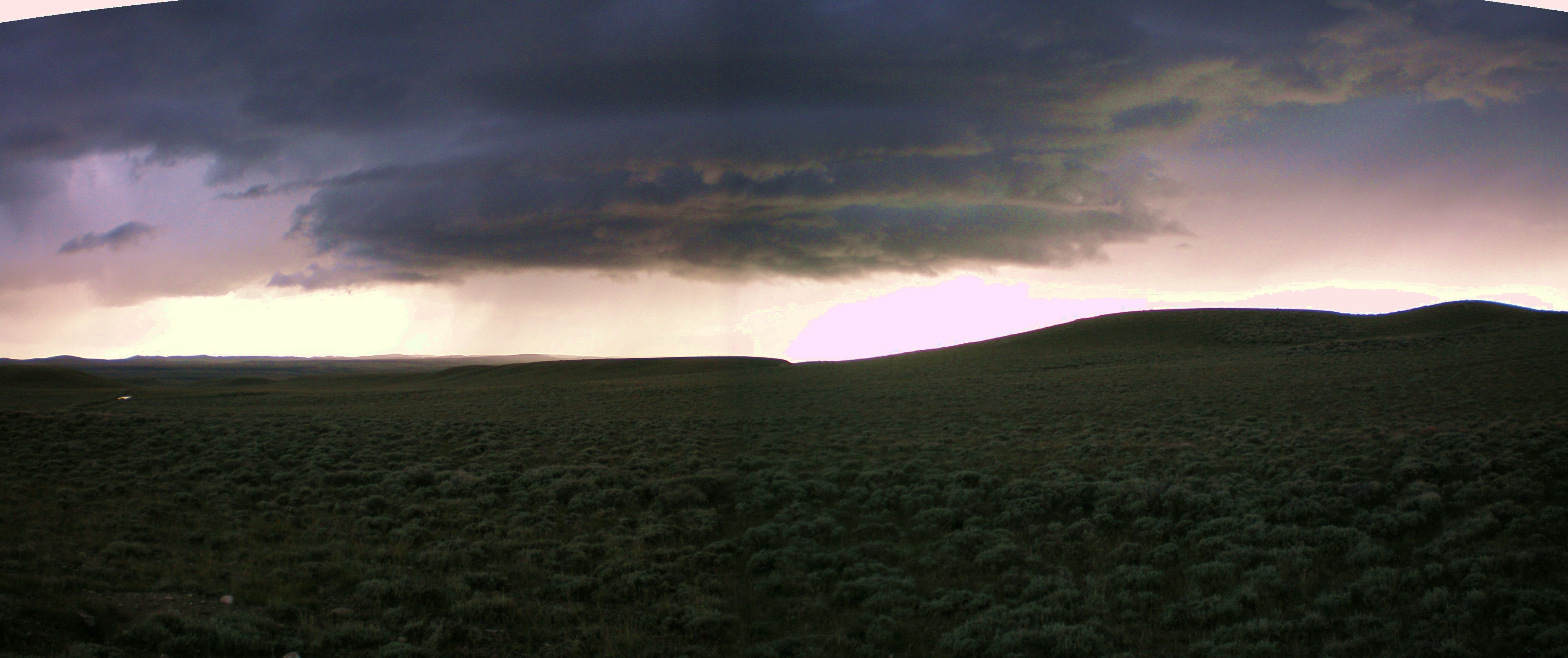
Les tempêtes de foudre et de grêle apparaissent sans avertissement dans le Great Divide Basin au Wyoming ; il n'y a pas de place pour se cacher.

Parmi les cinq états traversés par la CDT, le Wyoming présente le terrain le plus diversifié. Cela inclut la randonnée dans une grande partie de la chaîne de montagnes au milieu de l'état, connue le Great Divide Basin. La disponibilité de l'eau est incertaine la plupart des années. Plus au nord, la CDT traverse la chaîne de Wind River, puis la chaîne Absaroka, dans la partie nord-ouest de l'État. La partie finale est le parc national de Yellowstone, où le CDT s'achemine vers le Old Faithful (où il est brièvement le Morning Glory Pool Trail), puis quitte l'ouest vers l'Idaho.
Les autres lieux caractéristiques notables du Wyoming comprennent :
- Forêt nationale de Bridger-Teton ;
- Two Ocean Pass ;
- Battle Pass ;
- South Pass.

## Idaho

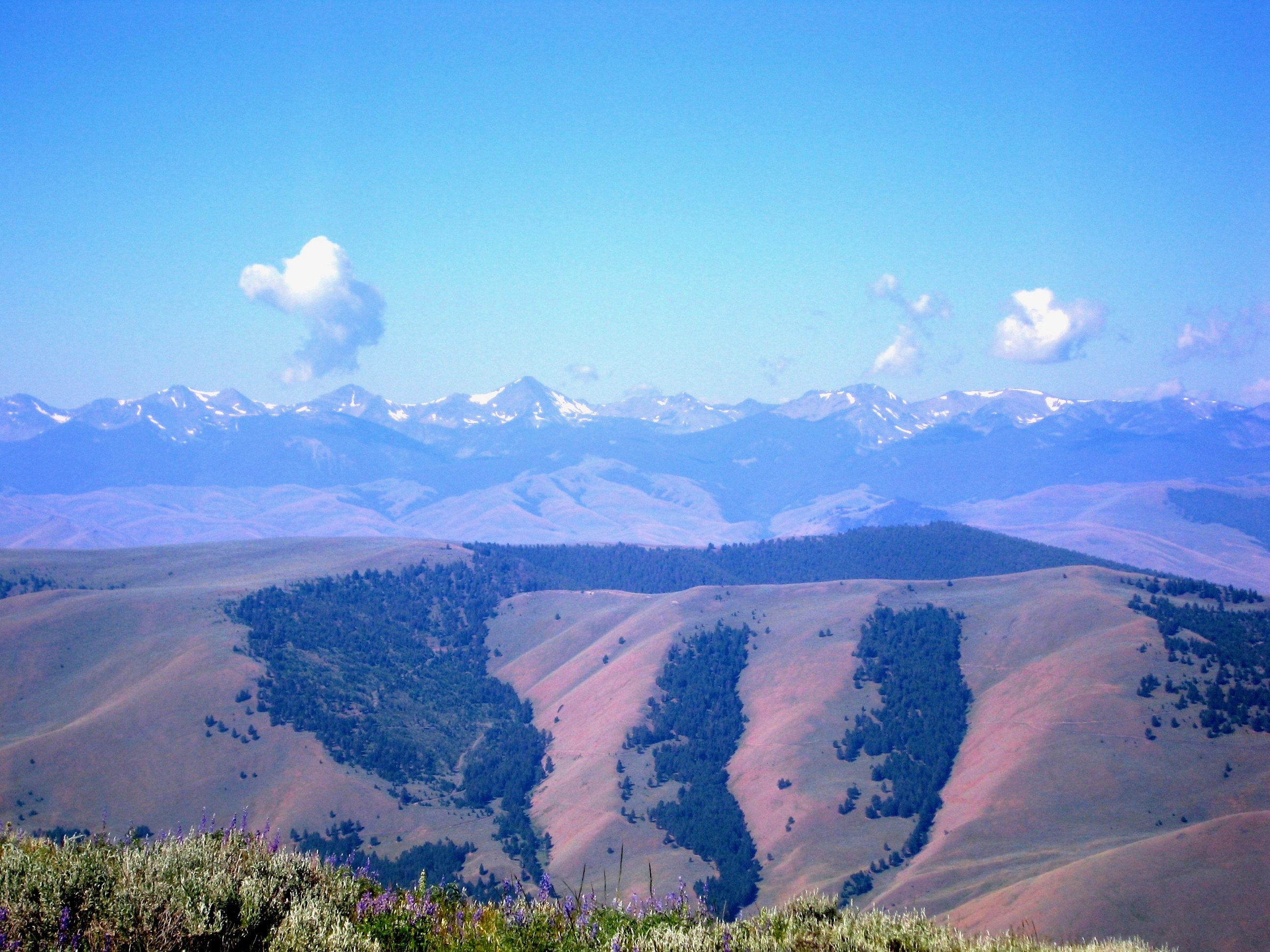
Traversée de la ligne de partage des eaux au Lemhi Pass.

Le chemin quitte le parc national de Yellowstone dans le Wyoming pour pénètrer dans les montagnes du centenaire de l'Idaho. Pour les quelques centaines de kilomètres à venir, la CDT suit la ligne de partage des eaux, qui constitue également la frontière entre l’Idaho et le Montana. Ensuite, le sentier dévie vers l'est à travers la chaîne de montagnes Anaconda dans le Montana.
Les points notables sur le CDT dans l'Idaho incluent :
- l'itinéraire alternatif par Island Park ;
- section du lac Henrys ;
- réapprovisionnement à Lima ;
- Lemhi Pass ;
- Chief Joseph Pass.

## Montana

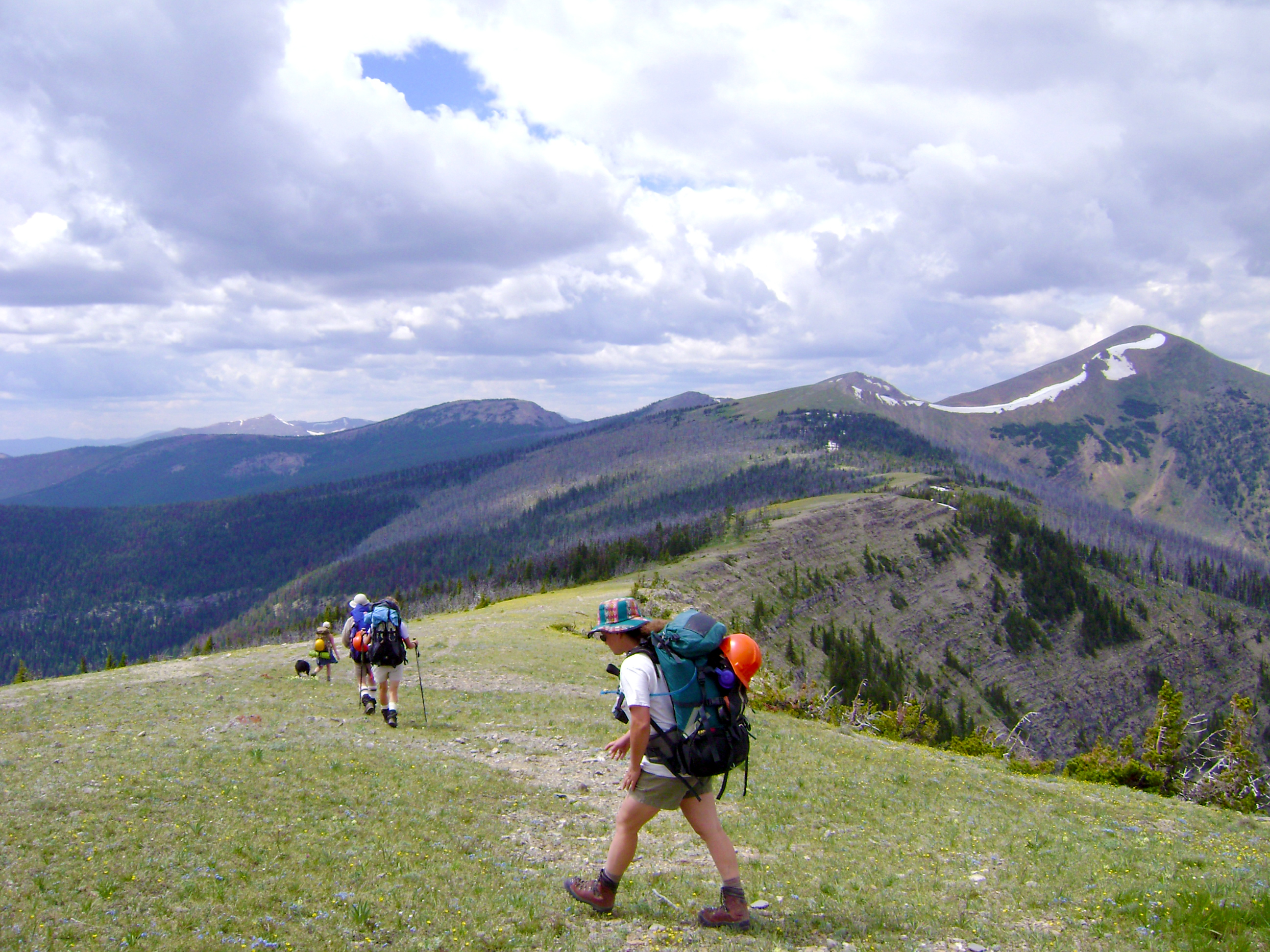
Les volontaires marchent pour camper dans le Bob Marshall Wilderness, dans le Montana. La Montana Wilderness Association coordonne des vacances de bénévolat gratuites par le biais de son programme de sentiers, CDT Montana.

La partie du CDT dans le Montana est presque entièrement composée de chaînes de montagnes, longeant la frontière méridionale de l'Idaho, avant de se diriger vers le nord en direction du parc national de Glacier via la forêt nationale Lewis and Clark et deux zones de nature sauvage. Environ 110 milles (177,03 km) de la CDT traversent le parc national Glaciers.
Parmi les autres points remarquables du CDT au Montana, citons :
- Anaconda-Pintler Wilderness ;
- Forêt nationale de Beaverhead-Deerlodge ;
- Scapegoat Wilderness et Bob Marshall Wilderness ;

La Montana Wilderness Association est le principal partenaire à but non lucratif de la partie nord du Continental Divide Trail. Le personnel de la MWA s'efforce de relier les 980 milles (1 577,16 km) du CDT du Montana et de l'Idaho avec l'aide de bénévoles dévoués.